# Carex montis-eeka
Carex montis-eeka là một loài thực vật có hoa trong họ Cói. Loài này được Hillebr. mô tả khoa học đầu tiên năm 1888.